# Antonio Masip Hidalgo
Antonio Masip Hidalgo (ur. 3 maja 1946 w Oviedo) – hiszpański polityk i prawnik, deputowany do Parlamentu Europejskiego VI i VII kadencji.

## Życiorys
W 1971 ukończył studia prawnicze na Uniwersytecie Deusto w Bilbao. W 1972 rozpoczął praktykę adwokacką. W 1982 został wybrany do parlamentu wspólnoty autonomicznej Asturii. W tym samym roku objął urząd ministra kultury i sportu w rządzie regionalnym. Stanowisko to zajmował do 1983, następnie do 1991 był burmistrzem Oviedo. W 1983 został prezesem Instytutu Studiów Asturyjskich, a później także wiceprezesem Fundacji Księcia Asturii. Opublikował kilka pozycji książkowych.
Od 1997 do 2003 pełnił funkcję sekretarza generalnego Hiszpańskiej Socjalistycznej Partii Robotniczej w Oviedo, do 2004 zasiadał w komitecie federalnym tego ugrupowania. W 2004 z listy PSOE uzyskał mandat posła do Parlamentu Europejskiego. W wyborach w 2009 skutecznie ubiegał się o reelekcję. W VII kadencji przystąpił do grupy Postępowego Sojuszu Socjalistów i Demokratów oraz do Komisji Prawnej.